# 최창홍
최창홍(崔昌弘, 일본식 이름: 廣田昌弘히로타 쇼코, 1903년 5월 7일 ~ 1951년 4월 21일)은 일제강점기의 경찰 겸 관료로, 본적은 서울특별시 종로구 인사동이다.

## 생애
1925년 4월 경성제국대학에 입학했으며 1930년 3월 경성제국대학 법문학부를 졸업했다. 1933년 11월 고등문관시험 사법과, 1934년 10월 고등문관시험 행정과에 합격했고 1936년 5월 21일 경기도 장단군수로 임명되었다.
1937년 2월 20일 평안북도 경찰부 보안과 경시로 임명된 뒤부터 군용 자동차 징발 및 운전수 징집, 지하자원 개발 및 공출, 시국 범죄 위반 단속 및 검거, 국내 물자 조사에 관한 업무를 수행했으며 1938년 3월 평안북도 방공위원회 간사를 역임했다. 1940년 4월 29일 중일 전쟁에 협력한 공로를 인정받아 일본 정부로부터 훈6등 서보장을 받았다.
1941년 1월 24일 경상남도 이사관 겸 경상남도청 내무부 학무과장으로 임명된 뒤부터 경상남도 내무부 전무과장(1941년 8월 18일 임명), 도청 전매국 제조과장(1943년 9월 30일 임명)을 역임했고 1943년 12월 1일 조선총독부 서기관 겸 재무국 전매사업과장, 1944년 11월 22일 재무국 연초과장으로 임명되었다. 1944년 조선중앙정보위원회 간사, 조선총독부 학도동원본부 참사, 조선총독부 근로동원본부 참사, 조선총독부 농업계획위원회 간사, 조선철도간선긴급증강위원회 간사를 역임하는 동안 일본의 전쟁 수행에 적극 협력했다.
1945년 5월 11일 충청북도 참여관 겸 광공부장으로 임명되었으며 1945년 8월 광복 때까지 고등관 3등과 정6위에 서위되었다. 친일파 708인 명단의 경시 부문, 도 참여관 부문, 조선총독부 사무관 부문, 민족문제연구소의 친일인명사전 수록자 명단의 경찰 부문, 관료 부문, 친일반민족행위진상규명위원회가 발표한 친일반민족행위 705인 명단에 포함되었다.

## 참고 자료
- 친일반민족행위진상규명위원회 (2009). 〈최창홍〉. 《친일반민족행위진상규명 보고서 Ⅳ-18》. 서울. 485~492쪽.

| 전임 - | 제1대 충청북도 부지사 1945년 8월 16일 ~ 1945년 9월 2일 | 후임 구연직 (충청북도 민정관) |